# Alberto VI, Duque da Baviera-Leuchtenberg
Alberto VI da Bavaria, (em alemão:  Albrecht VI., der Leuchtenberger, (26 de fevereiro de 1584 – Munique, 5 de julho de 1666) , foi um membro da Casa de Wittelsbach, Conde de Baviera-Leuchtenberg. 

## Biografia
Alberto era o sexto filho do duque Guilherme V da Baviera e da sua mulher, Renata de Lorena, filha do duque Francisco I da Lorena e de Cristina da Dinamarca.
Em 26 de fevereiro de 1612 Alberto casou com Matilde de Leuchtenberga (em alemão:  Mechtildis von  Leuchtenberg), (24 de outubro de 1588 – 1 de junho de 1634), filha do conde Jorge Luís e de sua mulher, Maria Salomé de Baden-Baden, passando a ser conhecido como Alberto VI, Duque de Baviera-Leuchtenberg.
Em 1650 cedeu Leuchtenberg ao irmão, o príncipe-eleitor Maximiliano I, que logo o atribui ao seu segundo filho, Maximiliano Filipe Jerónimo, sobrinho de Alberto VI. Em troca recebe o condado (Reichsgrafschaft) de Haag. Após a sua morte (1666), o condado de Haag é reintegrado na Baviera.

### Regente da Baviera
Após a morte do irmão mais velho, Maximiliano I, Alberto foi regente do Eleitorado da Baviera (Kuradministrator), entre 1651 e 1654, dada a menoridade do sobrinho, o pequeno Fernando Maria.

### Casamento e descendência
Do seu casamento com Matilde nasceram 5 filhos:
1. Maria Renata (Maria Renata) (1616- 1630);
2. Carlos João Francisco (Karl Johann Franz) (1618- 1640);
3. Fernando Guilherme (Ferdinand Wilhelm) (1620-1629);
4. Maximiliano Henrique (Maximilian Heinrich) (1621–1688) Arcebispo-Eleitor de Colónia;
5. Alberto Sigismundo (Albrecht Sigismund) (1623-1685), Bispo de Ratisbona e Freising.

## Ligações externa
- Genealogy